# Mary Utiger
Mary Utiger (* 1958 in Wisconsin, Vereinigte Staaten) ist eine US-amerikanische Violinistin, Konzertmeisterin und Hochschullehrerin, die auf historische Aufführungspraxis spezialisiert ist.

## Leben
Utiger ging bis 1976 in Delavan (Wisconsin) zur Schule. Bis 1980 studierte sie danach Violine an der University of Wisconsin–Madison. 1982 schloss sie unter Dorothy DeLay eine weitere musikalische Ausbildung am New England Conservatory of Music in Boston, Massachusetts, ab. Anschließend ging sie nach Europa. 1984 errang sie im internationalen Wettbewerb für Alte Musik in Brügge einen Preis. Seit 1995 leitet sie als Konzertmeisterin das Kammerorchester Neue Düsseldorfer Hofmusik.
Mary Utiger konzertierte mit weiteren bekannten Ensembles, so mit London Baroque, Musica Antiqua Köln, Camerata Köln, Les Adieux und Concentus Musicus Wien, auch mit den Orchestern La Stagione Frankfurt und Collegium Cartusianum Köln. Als Coach bzw. musikalische Leiterin gastierte sie bei verschiedenen europäischen Symphonieorchestern, etwa bei den Düsseldorfer Symphonikern, den Duisburger Philharmonikern und der Norddeutschen Philharmonie Rostock sowie in Norwegen und Schweden.
Seit 2001 ist sie Professorin für Barockvioline am Institut für Historische Aufführungspraxis der Hochschule für Musik und Theater München. Sie war Jurorin bei internationalen Wettbewerben, unter anderem beim Leipziger Bach-Wettbewerb und dem Magdeburger Telemann-Wettbewerb. Sie gibt Workshops und Meisterklassen in ganz Europa und ist auf zahlreichen CDs zu hören.
Ihr Interesse an mentaler und körperlicher Harmonie inspirierte sie zu Ausbildungen in Tao Yoga (nach Mantak Chia), Qigong und Tai Chi. Als Lehrerin ist sie seit 2003 in diesen Bereichen ebenfalls tätig.